# Sighere dell'Essex
Sighere (... – 683) è stato un sovrano anglosassone che regnò nell'Essex assieme al fratello Sebbi dal 664 al 683.
Erano entrambi cugini del precedente sovrano, Swithelm. Mentre Sighere tornò al paganesimo, Sebbi continuò a professare il Cristianesimo. Presto tra di loro nacque una rivalità e così Sighere divenne alleato del Wessex e Sebbi della Mercia. Il risultato di questa rivalità fu che il re Wulfhere di Mercia pose l'Essex sotto il suo controllo, dando in sposa a Sighere sua nipote Osyth, figlia di Firthuwold, re vassallo del Surrey. Jaruman, vescovo di Mercia, ebbe il compito di riconvertire il popolo dell'Essex al Cristianesimo. Nel 673 Sighere si separò da Osyth, che poi andò a cercare protezione presso Bedwin, vescovo di Elmham. Sighere morì nel 683 e Sebbi rimase da solo sul trono.